# Сусанино (Костромская область)
Суса́нино (до 1939 года Молви́тино) — посёлок городского типа (с 1970) в Костромской области России, административный центр Сусанинского района и городского поселения посёлок Сусанино.
Население — 3008 чел. (2021).
Посёлок входил в Перечень исторических городов России 2002 года, но в новом Списке 2010 года там не оказался. В ноябре 2019 года включён в перечень исторических поселений регионального значения, утверждённый Костромской областной Думой.

## География
Посёлок расположен в 62 км к северо-востоку от областного центра — города Костромы, на автодороге Кострома — Буй, в холмистой местности на возвышенном правом берегу реки Воложницы, около её впадения в реку Шачу. От верхнего плато, которое занимает центральную часть посёлка, рельеф сильно понижается в южную сторону к Волжнице.

## Планировка
Историческая территория посёлка Сусанино отличается регулярной планировкой, основанной на сетке взаимно перпендикулярных улиц, главные из которых — продольные, идущие направление на юго-запад — северо-восток: ул. Октябрьская, ул. Карла Маркса, ул. Крупской, ул. Красноармейская и ул. Свободы. Наиболее значительная из них — ул. Карла Маркса (бывшая Долгая) — за восточной окраиной посёлка продолжена дорогой на Буй. Из поперечных улиц самая важная — улица Ленина (Загзинская), на юге за мостом через Волжницу переходящая в дорогу на Кострому. При пересечении улиц Карла Маркса и Ленина расположена центральная площадь, на которой стоит церковь Воскресения.

## История
Впервые село Молвитино упомянуто в XVI веке, как центр местной железорудной промышленности. Оно обязано своим развитием выгодным местоположением на тракте, соединявшем Кострому с Галичем, Вологдой и Тотьмой. В 1613 году разорено поляками. Именно с окрестностями села связан знаменитый подвиг Ивана Сусанина, который родился также неподалёку от Молвитино.
В XVII веке часть села принадлежало боярскому роду Салтыковых, а другая часть боярам Михалковым. Со временем Молвитино постепенно стало крупным торговым селом, здесь устраивались большие ярмарки, в XVIII веке были построены каменные торговые ряды. Развивались также суконно-валяльный промысел, изготовление шапок, коневодство, сыроделие.
В 1778 году Молвитино вошло в состав Буйского уезда Костромского наместничества. В последней четверти XVIII века большая часть села принадлежала князьям Мещерским, а в 1-й трети XIX века — помещику Д. Яншину. Предпоследним из владельцев села был петербургский чиновник, барон Карл Христианович фон Кистер, который купил село в 1835 году. Вскоре владение перешло к его сыну гвардии поручику Василию Карловичу фон Кистеру.
В середине XIX века в Молвитине проживало около 3000 человек и насчитывалось 242 крестьянских дома, в том числе 44 на каменных фундаментах, и пять каменных, три одноэтажных и два двухэтажных. Один из последних сдавался внаём под трактир и гостиницу.
Процветанию Молвитина во второй половине XIX века содействовало коневодство, развившееся в его окрестностях. Ежегодная конская ярмарка, на которой выставляли до 400 рабочих лошадей, была четвёртой по величине в Костромской губернии. В это же самое время село превратилось в крупнейший в губернии центр по производству шапок и картузов.
Влияние на развитие села оказало покровительство царской династии, усилившееся после того, как в 1866 году местный уроженец О. И. Комиссаров спас Александра II от смерти во время покушения Д. В. Каракозова. В деревне ему был поставлен памятник, который был снесён большевиками после революции.
В 1859 году в Молвитине было основано церковно-приходское училище, преобразованное позднее в одноклассное женское, находившееся в ведомстве императрицы Марии. В 1869 году к нему добавилось Александровское мужское училище. В 1882 году на северо-восточной окраине села была открыта земская больница, комплекс которой впоследствии неоднократно расширялся. Самым высоким зданием села была гостиница «Париж с номерами В. И. Сутягина».
8 октября 1928 года село Молвитино стало районным центром Костромской губернии. В 1929—1936 годах относилось к Ивановской Промышленной области, в 1936—1944 годах — к Ярославской. В ноябре 1939 года переименовано в Сусанино. С 13 августа 1944 года — в составе Костромской области. 29 июля 1970 года Сусанину присвоен статус посёлка городского типа.
На Генеральном плане Костромской губернии 1799 года существует деревня Сусанина в 5 верстах на запад от села Воронье и в 30 верстах на юго-восток от Молвитино.

## Население
| 1959  | 1970  | 1979  | 1989  | 2002  | 2008  | 2009  |
| ----- | ----- | ----- | ----- | ----- | ----- | ----- |
| 2696  | ↗4562 | ↗4936 | ↗5289 | ↘4065 | ↘3678 | ↗3690 |
| 2010  | 2012  | 2013  | 2014  | 2015  | 2016  | 2017  |
| ↘3406 | ↘3335 | ↘3254 | ↘3193 | ↗3207 | ↘3199 | ↘3153 |
| 2018  | 2019  | 2020  | 2021  |       |       |       |
| ↘3097 | ↘3059 | ↘3020 | ↘3008 |       |       |       |

Национальный состав
По итогам переписи населения 2020 года проживали следующие национальности (национальности менее 0,1 % и другое, см. в сноске к строке «Другие»):
| Национальность | Численность, чел. | Доля     |
| -------------- | ----------------- | -------- |
| Русские        | 2915              | 96,91 %  |
| Украинцы       | 10                | 0,33 %   |
| Чуваши         | 4                 | 0,13 %   |
| Таджики        | 4                 | 0,13 %   |
| Белорусы       | 4                 | 0,13 %   |
| Другие         | 71                | 2,37 %   |
| Итого          | 3008              | 100,00 % |

## Достопримечательности

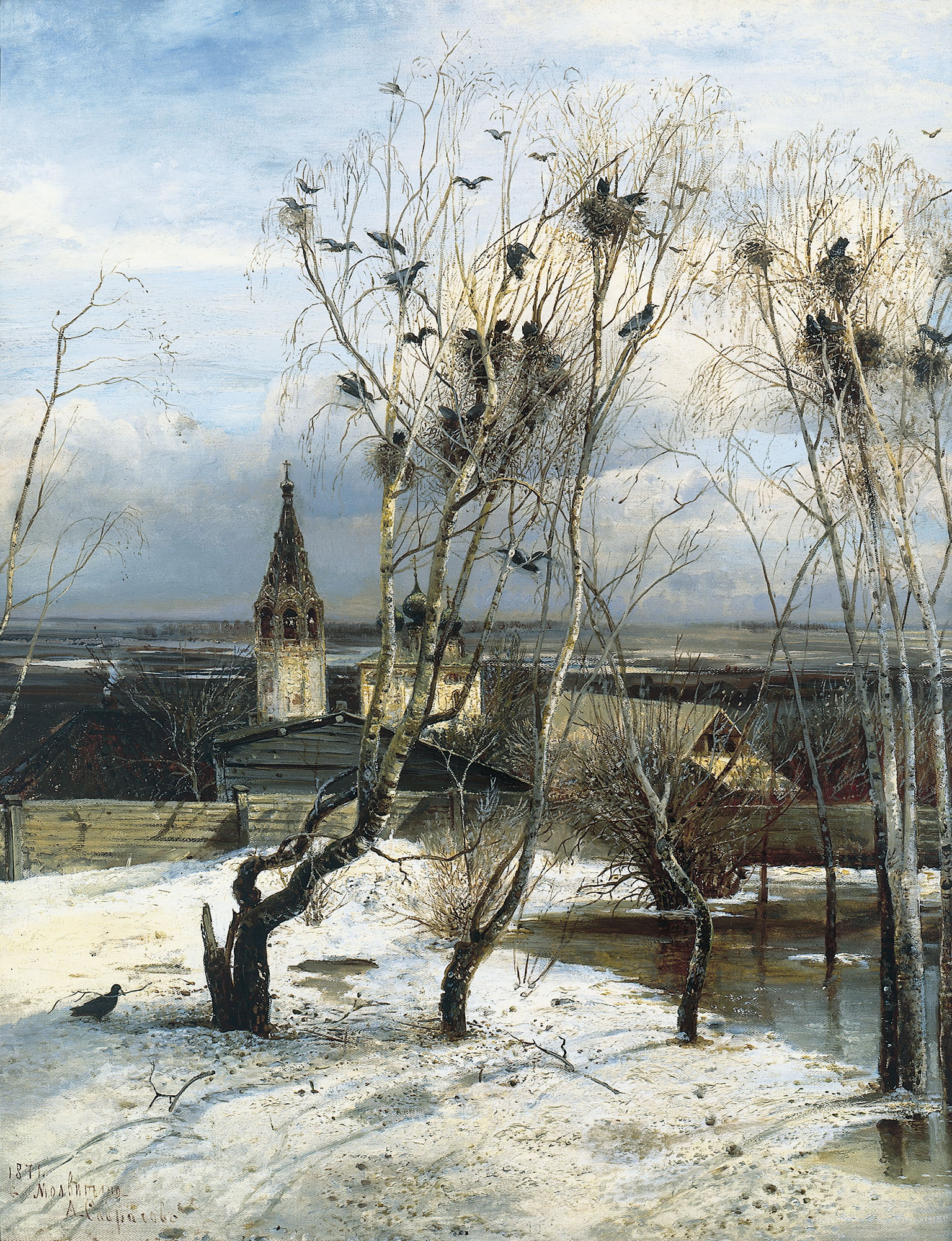
Картина А. К. Саврасова «Грачи прилетели», 1871 год, ГТГ, Москва

- Главная достопримечательность посёлка — Воскресенская церковь XVII века. Изображена на картине А. К. Саврасова «Грачи прилетели». Сейчас в церкви — музей И. Сусанина. Также в посёлке сохранились постройки второй половины XIX века.
- Вознесенско-Покровская единоверческая церковь. Построена в 1876 году. Обновлялась архитектором Н. И. Горлицыным в начале XX века. Также сохранились сторожка, богадельня, дома причта, которые стоят рядом с храмом.
- Троицкая церковь. Построена в 1904 году. Расположена на месте бывшего кладбища.
- Больничный комплекс с амбулаторией, заразным бараком, аптекой, дом врача, прудом и садом. 1882 год.
- Дом И. Д. Осипова. Конец XIX века.
- Дом В. Д. Осипова. Конец Конец XIX. Начало XX века.
- Трактир Потехина. Конец XIX. Начало XX века.
- Дом Верховских с лавкой. Конец XIX. Начало XX века.
- Усадьба Малышевых. Конец XIX. Начало XX века.
- Лавка В. М. Чичагова. Конец XIX. Начало XX века.
- Дом Ильиных с булочной. Конец XIX. Начало XX века.
- Дом Божедомова. Конец XIX. Начало XX века.
- Дом Смирновых. Конец XIX. Начало XX века.
- Гостиный двор (Торговые ряды). Конец XIX века.
- Трактир Чабурина. Середина XIX века.
- Дом Угловых. Конец XIX. Начало XX века.
- Дом Зверева. Конец XIX. Начало XX века.
- Тюрьма. Конец XIX века.
- Усадьба Царёвых. Конец XIX века.
- Памятный камень на месте подвига Ивана Сусанина.

## Галерея

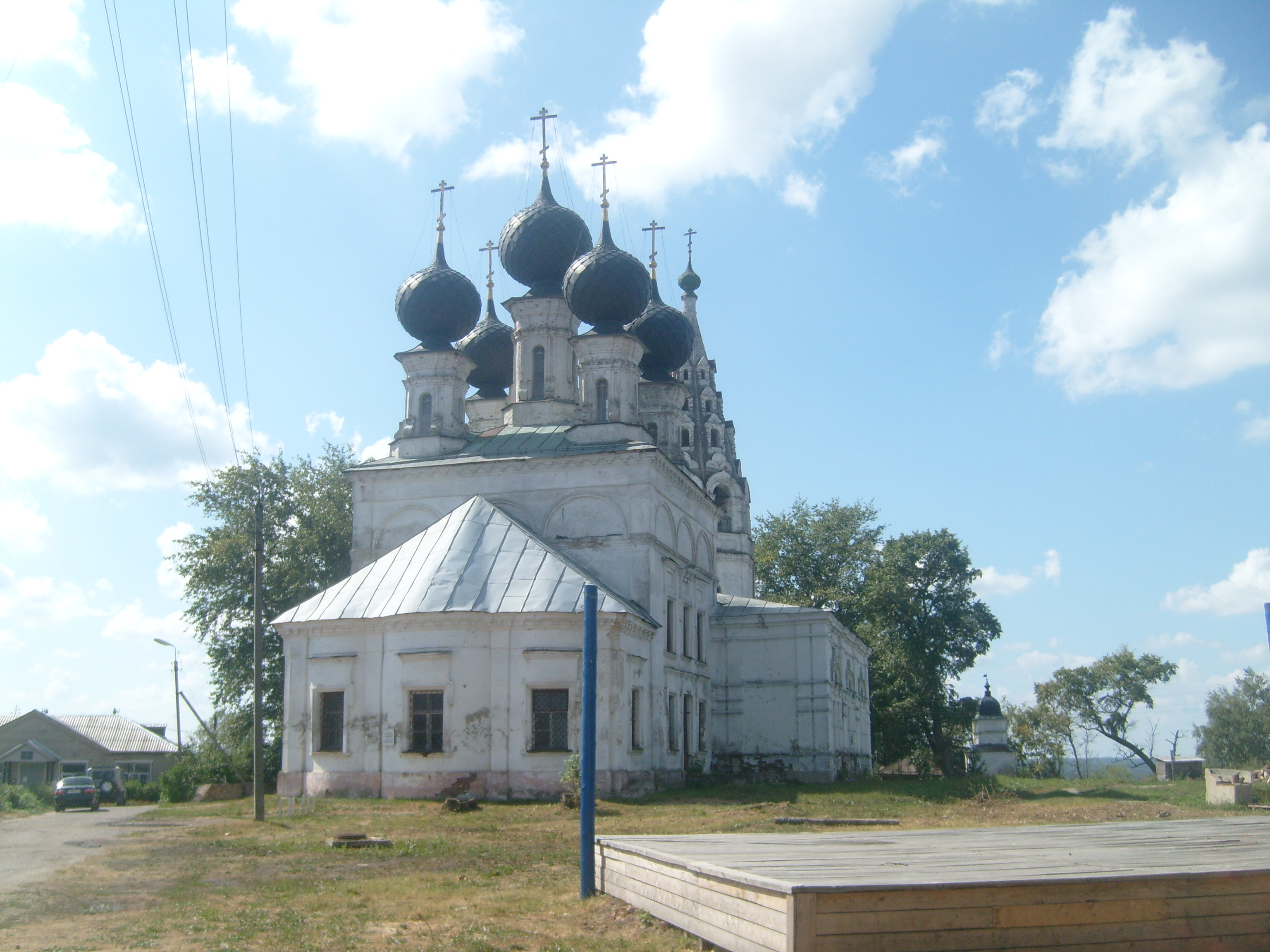
Воскресенская церковь. XVII век.
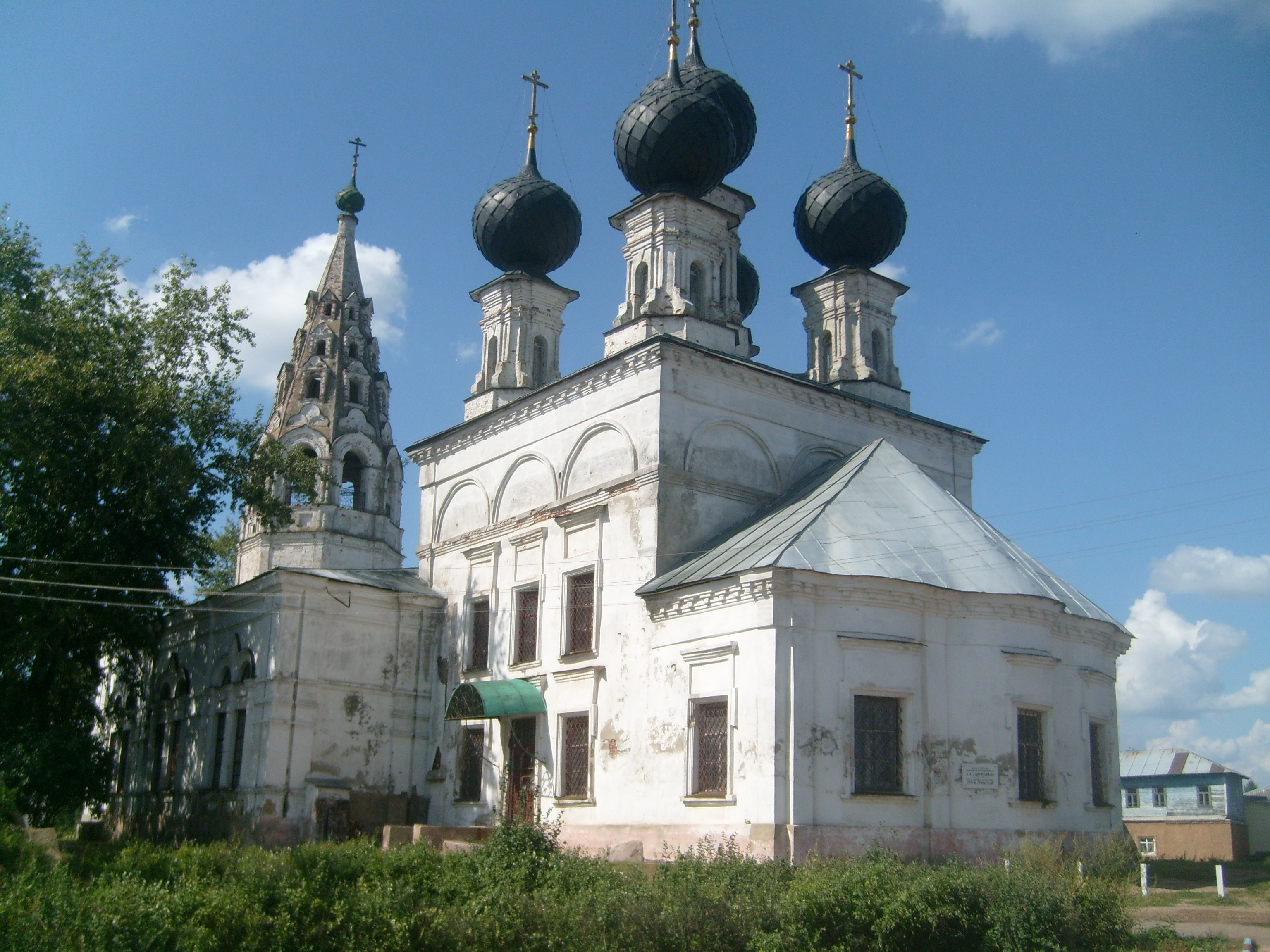
Воскресенская церковь. XVII век.
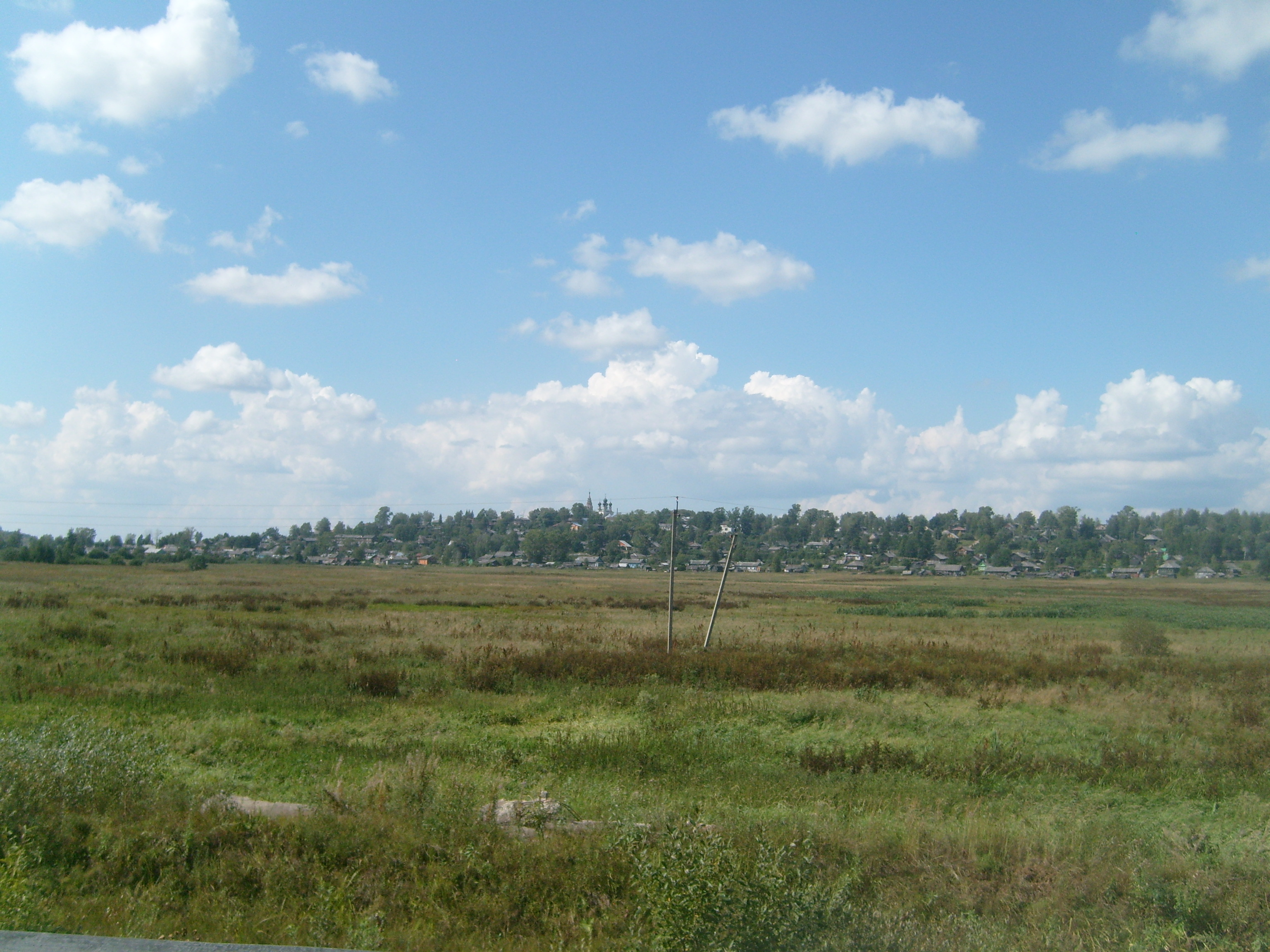
Панорама села Сусанино.
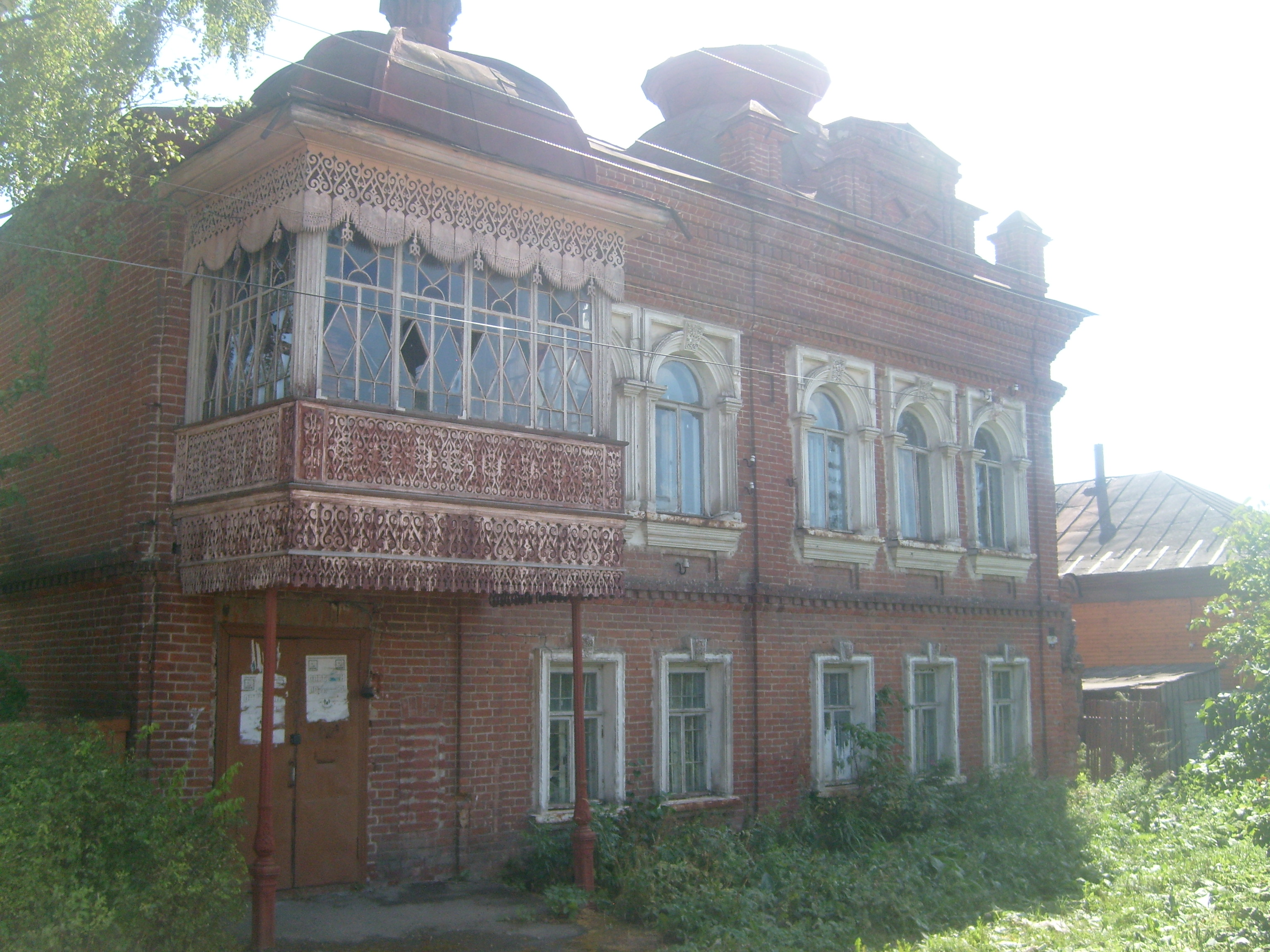
Дом И. Д. Осипова в селе Сусанино.
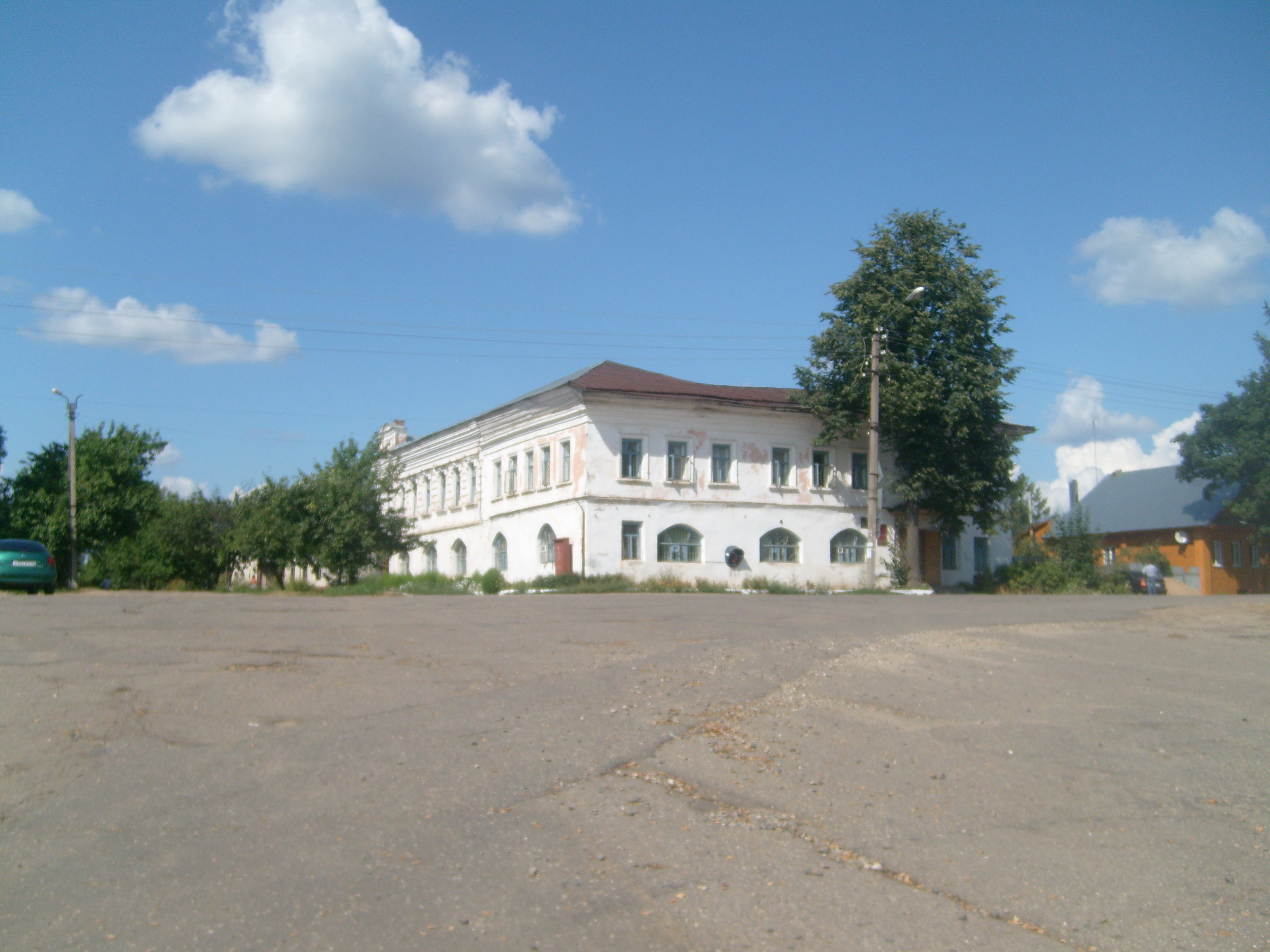
Усадьба Сутягиных.
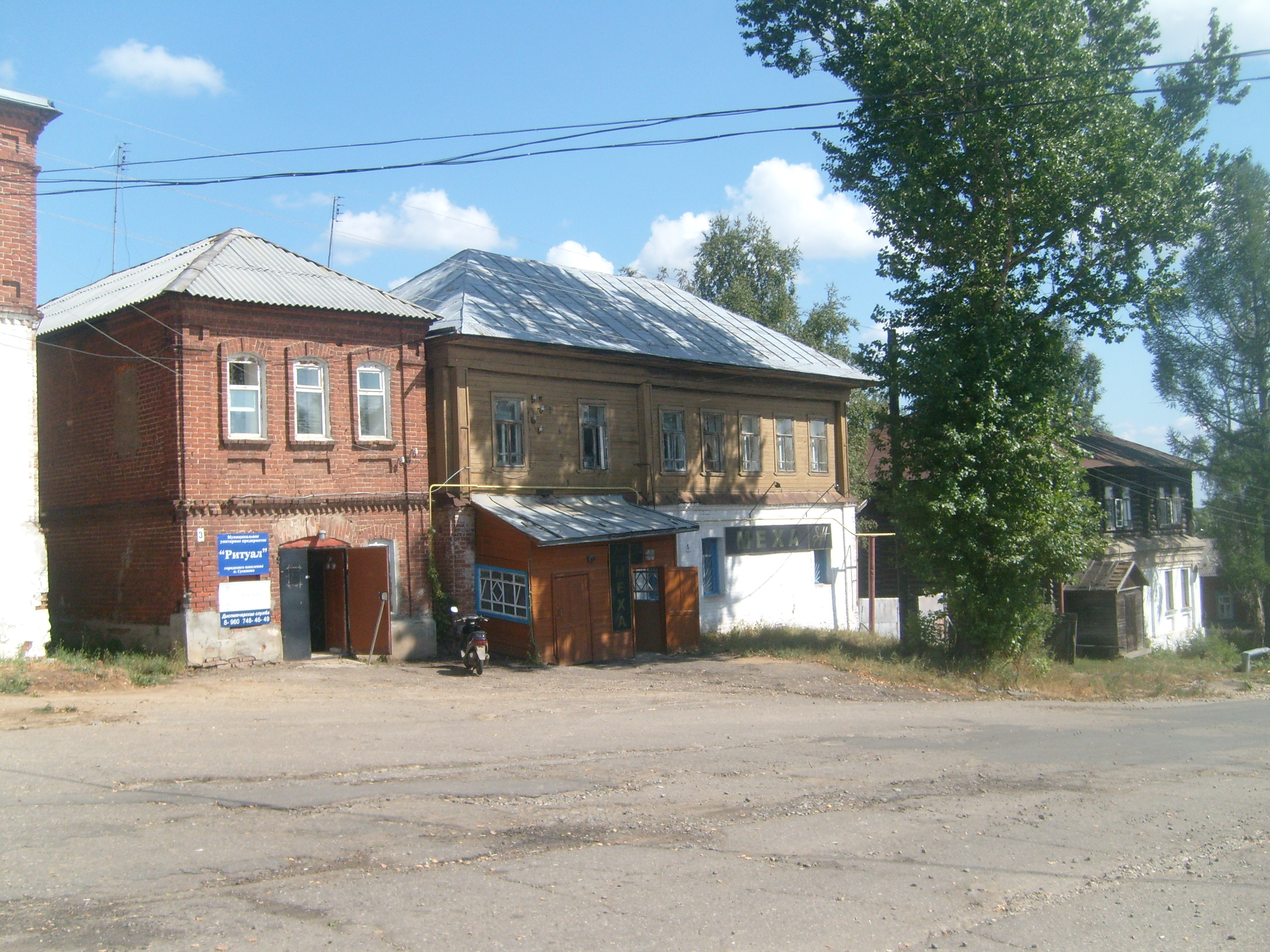
Торговые лавки.
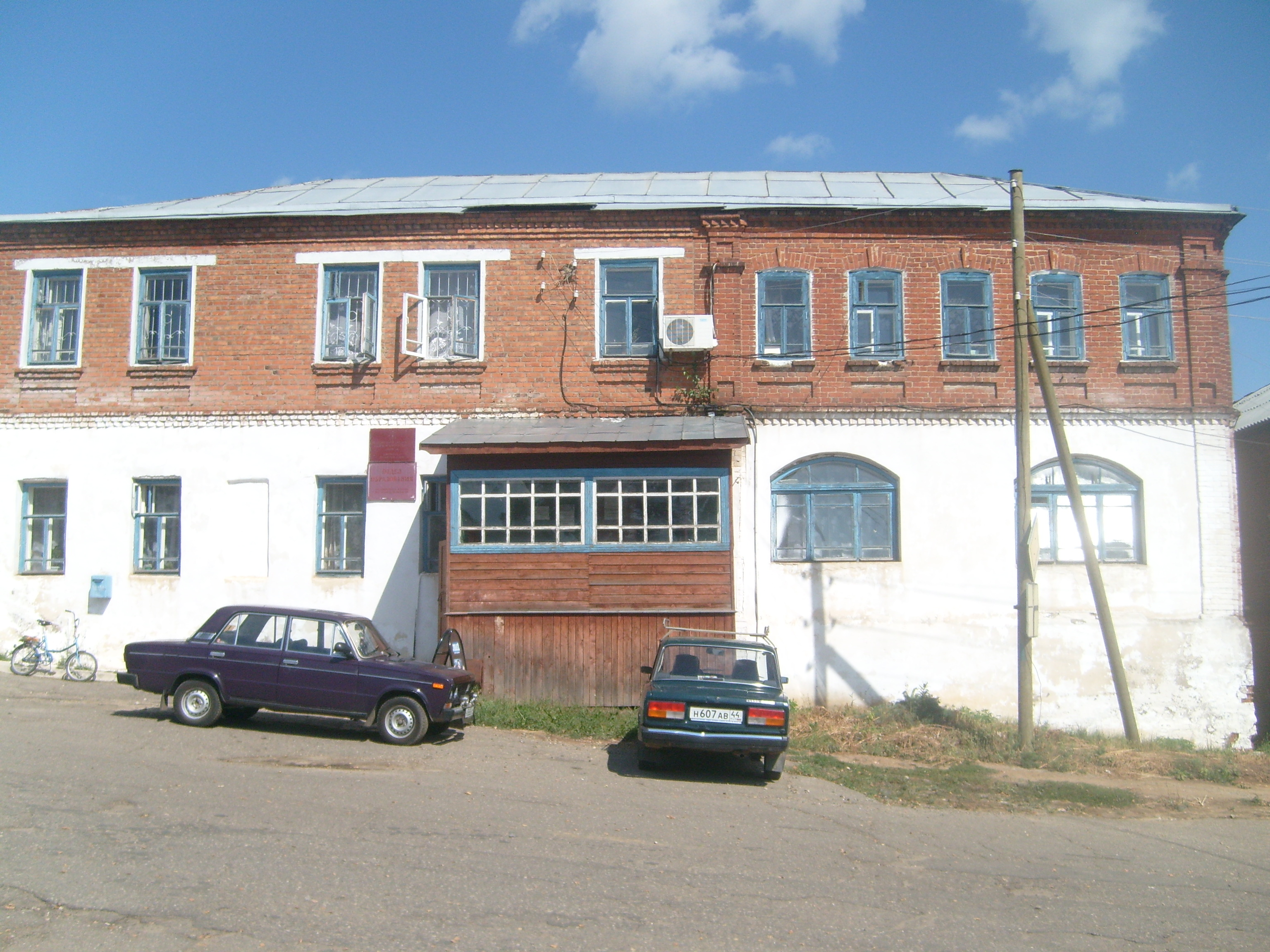
Трактир Потехина.
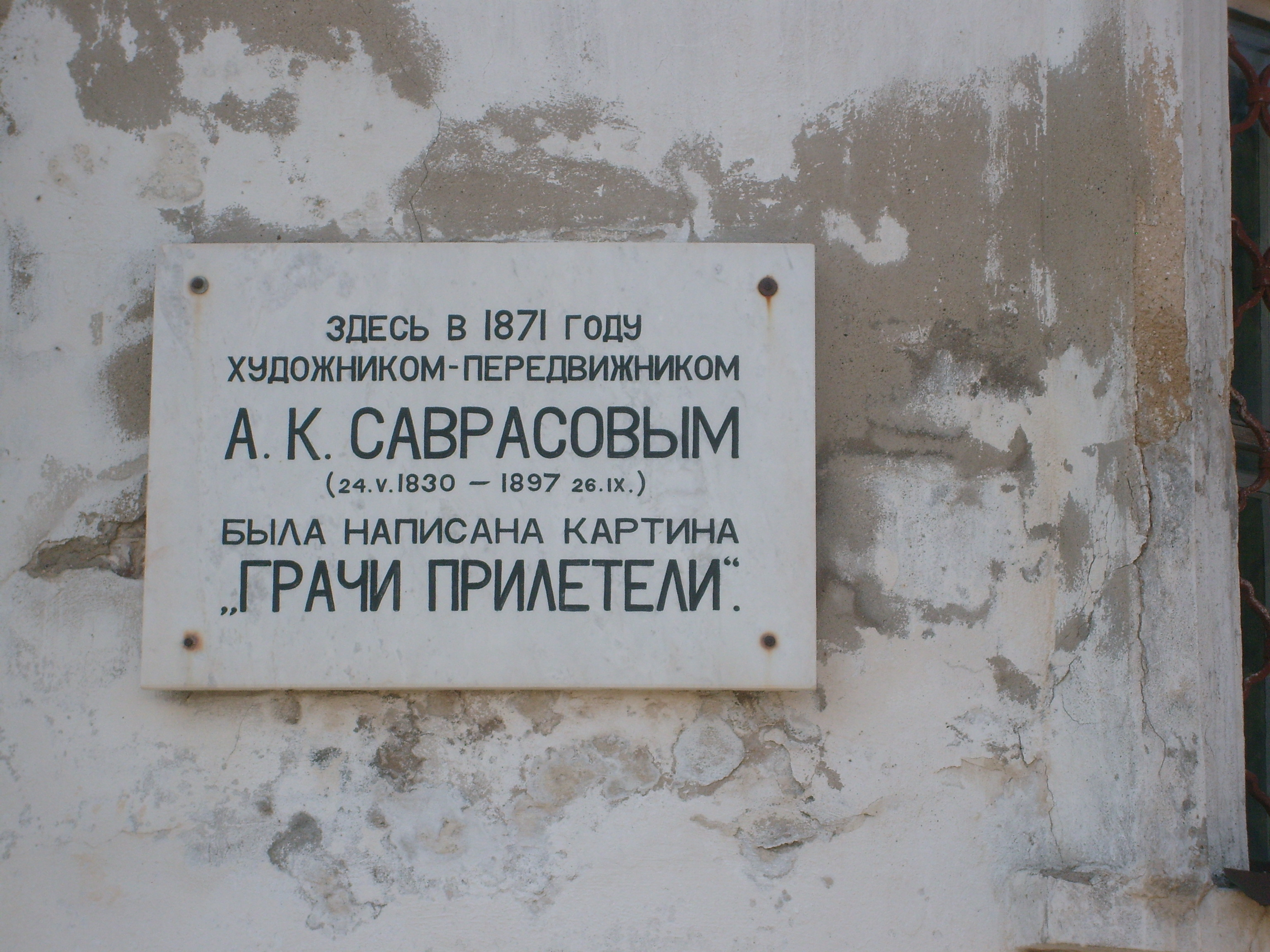
Памятная табличка в селе Сусанино.

## Экономика
Птицефабрика, швейное производство, другие предприятия.

## Культура, наука, образование
- Музей подвига Ивана Сусанина (расположен в здании Воскресенской церкви, изображённой на картине Саврасова[24]. Собрание Сусанинского краеведческого музея начало складываться в 1950-х годах. Его создателем был известный краевед Б. В. Белоцерковский. Музей был открыт в 1968 году, а в 1988 году переехал в Воскресенскую церковь. Здесь представлены различные материалы, рассказывающие не только о событиях 1613 года, но и о людях, повторивших подвиг Ивана Сусанина, о том, как он отражён в произведениях литературы и искусства. Также в здании выставлены материалы в честь Сусанинцев, воевавших в годы Великой Отечественной войны. В здании сторожки, которая расположена на территории церкви, находятся коллекция петровской глиняной игрушки, картины местных художников, историю местных купцов и промышленности в селе Сусанино.

## Общественный транспорт

### Автобусное сообщение
Единственный поселковый маршрут выполняет рейсы от районного дома культуры до центра и деревни Сокирино.
Пригородные, междугородние и проходящие маршруты:
- № 135 Сусанино — Попадьино (отдельные рейсы с заездом в Сумароково)
- № 136 Сусанино — Буяково (отдельные рейсы с заездом в Григорово)
- № 503 Сусанино — Кострома
- № 505 Кострома — Буй

## СМИ

### Телевидение
Костромской филиал ФГУП «РТРС» обеспечивает на территории города приём первого и второго мультиплексов цифрового эфирного телевидения России.

### Пресса
Общественно-политическая газета «Сусанинская новь»

## Известные люди
В селе родились:
- Комиссаров Осип Иванович, шапочный мастер, спасший императора Александра II при покушении Дм. Каракозова (1838—1892).
- Борисов Вениамин Иванович, советский и российский художник (1935—2014).
- Шанцев Валерий Павлинович, российский политик, бывший губернатор Нижегородской области, бывший вице-мэр Москвы (род. в 1947).
- Сыромятников, Николай Иванович, Герой Советского Союза